# Tiroler Bändchen
Der Volksmund bezeichnet mit dem Begriff Tiroler Bändchen oder Tiroler Schleife ein gewebtes Band (meistens in den Farben rot, grün und grau), das ähnlich  einer Krawatte gebunden um den Halskragen angelegt wird, aber deutlich kürzer ist und in zwei Enden mündet. Es ist ein gern verwendetes Accessoire zu alpenländischen Trachten.